# Нарок (город)
Нарок — город в провинции Рифт-Валли, Кения. Административный центр округа Нарок. В 2013 году численность населения составляет 56 969 человек.
Расположен на левом, восточном берегу одноимённой реки, левого притока Эвасо-Нгиро.

## Известные уроженцы[2]
- Ричард Матилонг
- Грегори Кончеллах